# Piperidin
Piperidin (C5H11N) je tipičan sekundarni amin (heksahidroderivat) koji po bazičnosti i drugim svojstvima sliči sekundarnim alifatskim aminima.
Piperidin možemo prevesti u kvarterni amonijev hidroksid koji se grijanjem razgrađuje, uz otvaranje prstena. Ta metoda otvaranja prstenova s dušikom poznata je kao Hofmanovo iscrpno metiliranje i bila je značajna pri određivanju strukture alkaloida i druhih dušikovih heterocikla nepoznate konstrukcije.

## Dobivanje
Piperidin nastaje redukcijom piridina s natrijem i alkoholom.